# Années 90 av. J.-C.
Les années 90 av. J.-C. couvrent les années de 99 av. J.-C. à 90 av. J.-C.

## Événements

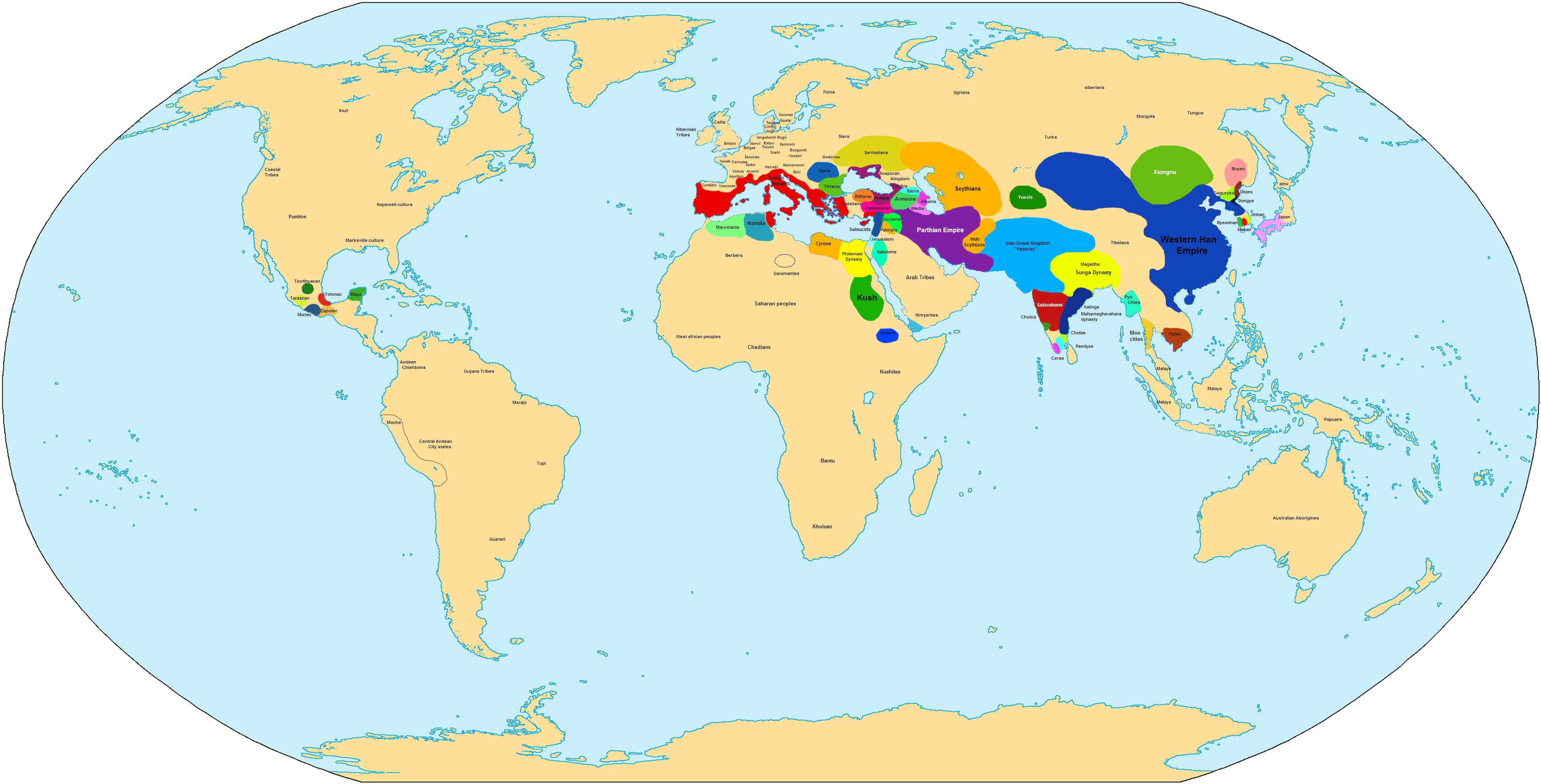
Le monde vers 100 av. J.-C.

- Vers 100 av. J.-C. : migration de peuples Belges en Bretagne insulaire, dans la région de Winchester (Venta Belgarum)[1].
- 99 av. J.-C. : défaite de l’expédition chinoise de Li Ling contre les Xiongnu en Mongolie[2].

- 96 av. J.-C. : Ptolémée Apion lègue la Cyrénaïque à Rome[3].
- 96-85 av. J.-C. : apogée de Pétra, capitale des Nabatéens, sous le règne d'Obodas Ier[4].
- 95-55 av. J.-C. : règne de Tigrane II d'Arménie, de la dynastie des Artaxiades[5].
- 92 av. J.-C. : expédition de Sylla en Asie mineure[6].
- 91-88 av. J.-C. : guerre sociale en Italie[7].

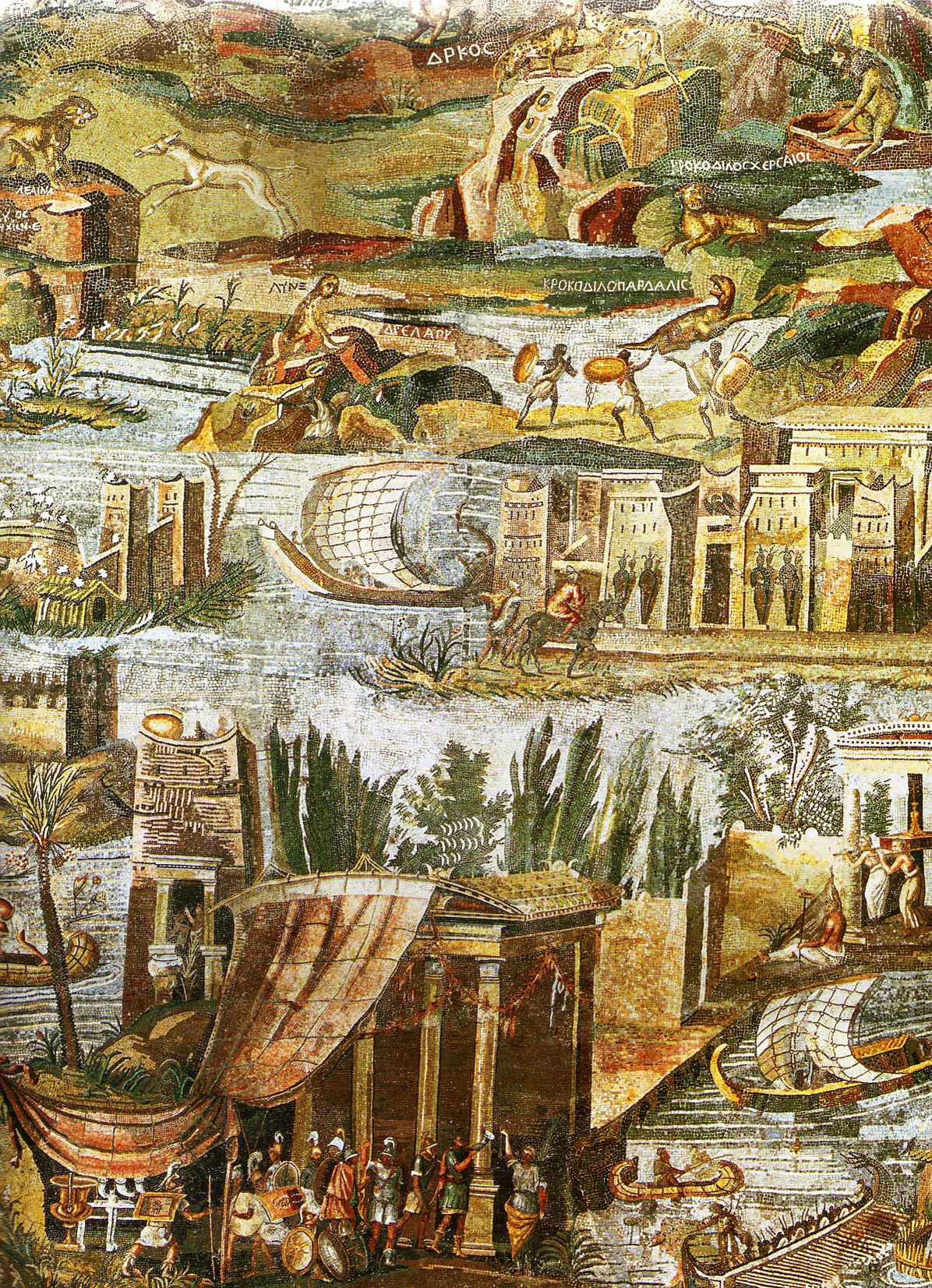
Détail de la mosaïque du Nil à Palestrina, vers 100 av. J.-C..

- Reconstruction de l’enceinte d’Ensérune (Hérault), sans doute après sa destruction par les Cimbres[8].
- En Judée, Alexandre Jannée (103–76 av. J.-C.) construit le fort Alexandrion, non loin des sources de Tirtza[9].
- Première mention des Germains dans un ouvrage de Posidonios[10].

## Personnalités significatives
- Alexandre Jannée
- Gnaeus Pompeius Strabo
- Marcus Livius Drusus
- Mithridate VI
- Sylla
- Tigrane II d'Arménie